# 林産学
林産学（りんさんがく）とは、木材およびその利用に関する学問分野で、パルプ・製紙、木質材料、木構造、木材腐朽菌、木材組織、木材接着、居住性等の分野を含む。林学の一分野として誕生したが、木材産業の発展にともない林学から独立した。しかし、近年の日本国内の大学では大学改革により林学と統合される傾向にある。
日本国内では第二次世界大戦後、1955年に日本木材学会が発足した。このことは林産学の林学からの独立の現れとも言える。第二次世界大戦で疲弊した国内の森林事情、木材輸入の全面解禁等により、国内の林産学はあまり国産材に目を向けていなかった。しかしながら1990年代以降の日本国内の人工林の蓄積の増加にともない、その有効活用が問題となると次第に国産材へも研究対象の重点を置くようになった。特にスギ材の有効活用に注力されている。
また、二酸化炭素の増加にともなう地球温暖化に対しては、木材は炭素の蓄積能力があること、加工に必要なエネルギーが他の材料に比べて少なく、いわゆる「地球に優しい」材料であることをアピールしている。

## 関連文献
- 川瀬清『新版 林産学概論』（北海道大学出版会、1982年）